# Eurotiomycetes
Eurotiomycetes O.E. Erikss. & Winka – klasa grzybów należąca do typu workowców (Ascomycota), której typem nomenklatorycznym jest Eurotium.

## Charakterystyka
Grzyby z klasy Eurotiomycetes tworzą askokarpy w formie klejstotecjum. Do tej klasy grzybów należy wiele ludzkich patogenów (szczególnie w rzędach Eurotiales, Onygenales i Chaetothyriales), a także pleśnie.

## Systematyka
Taksonomia
Klasę Eurotiomycetes utworzyli Ove Erik Eriksson i Katarina Winka w artykule Supraordinal taxa of Ascomycota, opublikowanym w „Myconet” z 1997:

Eurotiomycetes cl. nov. O.E. Erikss. & Winka
- Holotypus: Eurotiales G.W. Martin ex Benny & Kimbr.
- Ascomata: cleistothecia. Asci pseudoprototunicati.
- Characteres moleculares (SSU rRNA): 9 148a:c; 150c:u. 12 350u:g. 23-1 644c:u (exc. c in Trichophyton). 668c:a; 687c:u (exc. c in Eremascus); 690g:a (exc. g in Trichophyton). 23-5 715c:g. 23-2' 724g:c. 23-6 749u:g. 24/24' 881a:g. 25 892a:g; 893u:c; 918a:g; 919u:c. 24' 946u:c. 37 1254u:c. 37/38 1261g:a. 45 1477a:g. 46 1482a:g. 45' 1526u:c. 48 1585a:g; 1588g:a.

Klasyfikacja systematyczna tej klasy jest charakterystyczna, bowiem dla niektórych taksonów używa się nazw zarówno anamorficznych (np. Penicillium), jak i teleomorficznych.
Klasyfikacja według Index Fungorum
Według aktualizowanego systemu Index Fungorum do klasy Eurotiomyces należą:
- podklasa Chaetothyriomycetidae Doweld 2001
- podklasa Coryneliomycetidae A.R. Wood, Damm, J.Z. Groenew., Cheew. & Crous 2015
- podklasa Eurotiomycetidae Doweld 2001
- podklasa Mycocaliciomycetidae Tibell 2007
- podklasa Sclerococcomycetidae Réblová, Unter. & W. Gams 2016
- podklasa incertae sedis[4].